# Flash (film)
Flash (oryg. The Flash) – amerykański fantastycznonaukowy film akcji na podstawie serii komiksów o superbohaterze o tym samym pseudonimie wydawnictwa DC Comics. Za reżyserię odpowiada Andy Muschietti na podstawie scenariusza Christiny Hodson. Tytułową rolę gra Ezra Miller, a obok niego w rolach głównych występują Sasha Calle, Michael Shannon, Ron Livingston, Maribel Verdú, Kiersey Clemons, Antje Traue oraz Michael Keaton.
W filmie Barry cofa się w czasie, aby zapobiec morderstwu swojej matki, co przynosi niezamierzone konsekwencje.
Prace nad filmem z udziałem postaci Flasha rozpoczęły się pod koniec lat 80. XX wieku, a do 2014 roku z projektem związanych było wielu scenarzystów i reżyserów. Następnie został ponownie opracowany jako część DC Extended Universe, a w roli tytułowej obsadzono Ezrę Millera. W kolejnych latach do filmu zaangażowano wielu reżyserów, a Seth Grahame-Smith, Rick Famuyiwa oraz John Francis Daley i Jonathan Goldstein opuścili projekt z powodu różnic twórczych. W lipcu 2019 roku do ekipy produkcyjnej dołączyli Muschietti i Hodson, a w styczniu 2020 roku rozpoczęła się przedprodukcja. Główne zdjęcia odbywały się od kwietnia do października 2021 roku w Warner Bros. Studios w Leavesden oraz na terenie Wielkiej Brytanii.
Produkcja jest częścią DC Extended Universe i trzynastym filmem należącym do tej franczyzy. Światowa premiera miała miejsce 12 czerwca 2023 roku w Los Angeles. Dla szerszej publiczności zadebiutował 16 czerwca 2023 roku. Flash został umiarkowanie pozytywnie odebrany przez krytyków. Chwalono m.in. fabułę, sekwencje akcji, humor i grę aktorską Millera i Keatona, natomiast skrytykowano m.in. efekty wizualne i trzeci akt.

## Obsada
- Ezra Miller jako Barry Allen / Flash, kryminolog policyjny w Central City, który potrafi poruszać się z nadludzką szybkością[6]. Ian Loh zagrał Barry’ego jako dziecko[7].
- Sasha Calle jako Kara Zor-El / Supergirl, potężna kryptonianka, która posiada podobne zdolności do Supermana[8][9].
- Michael Shannon jako Zod, kryptoński generał, który posiada te same moce co Superman i został przez niego zabity w filmie Człowiek ze stali (2013)[10].
- Ron Livingston jako Henry Allen, ojciec Barry’ego, który został niesłusznie skazany za morderstwo swojej żony. Billy Crudup wcześniej grał tę postać w filmach Liga Sprawiedliwości (2017) oraz Liga Sprawiedliwości Zacka Snydera (2021)[7].
- Maribel Verdú jako Nora Allen, matka Barry’ego, która zginęła, kiedy był dzieckiem[11].
- Kiersey Clemons jako Iris West, dziennikarka Picture News i obiekt uczuć Barry’ego Allena[12].
- Antje Traue jako Faora-Ul, współtowarzyszka generała Zoda i dowódca kryptońskiej armii, która została wysłana do Phantom Zone pod koniec Człowieka ze stali[10].
- Michael Keaton jako Bruce Wayne / Batman, starsza wersja Wayne’a z alternatywnej rzeczywistości. Keaton wcześniej wystąpił w tej roli w filmach Batman (1989) i Powrót Batmana (1992), które nie są związane z DC Extended Universe[13].

Swoje role z innych produkcji DC Extended Universe powtarzają: Ben Affleck jako Bruce Wayne / Batman, oryginalna wersja Wayne’a z linii czasowej Barry’ego i lider Ligi Sprawiedliwości, Gal Gadot jako Diana Prince / Wonder Woman i Jeremy Irons jako Alfred Pennyworth, lokaj Wayne’a.
W filmie występują także Saoirse-Monica Jackson i Rudy Mancuso jako, odpowiednio, Patty Spivot i Albert Desmond, współpracownicy Barry’ego, Luke Brandon Field oraz Temuera Morrison jako Thomas Curry. Morrison wcześniej zagrał tę rolę w filmach Aquaman oraz Aquaman i Zaginione Królestwo.
W alternatywnych wersjach superbohaterów, wygenerowanych z użyciem technologii komputerowych i deepfake wystąpili: Christopher Reeve jako Superman (z filmu Superman), Helen Slater jako Supergirl (z filmu Supergirl), Adam West jako Batman i Cesar Romero jako Joker (z filmu Batman zbawia świat i serialu Batman), George Reeves jako Superman (z filmu Superman i człowiek kret i serialu Adventures of Superman) oraz Teddy Sears jako Flash (z serialu Flash).
Ponadto Nicolas Cage pojawił się jako alternatywna wersja Supermana, a George Clooney – Batmana. Cage wcześniej podkładał głos pod Supermana w filmie animowanym Teen Titans Go! To the Movies i został obsadzony jako Superman w anulowanym filmie Tima Burtona Superman Lives, natomiast Clooney wystąpił jako Batman w filmie Batman i Robin. W scenie po napisach rolę Arthura Curry’ego / Aquamana powtórzył Jason Momoa.

## Produkcja

### Rozwój projektu
Pod koniec lat osiemdziesiątych Warner Bros. zatrudniło Jepha Loeba do napisania scenariusza do filmu o Flashu, jednak projekt ten ostatecznie nie został zrealizowany. Prace nad adaptacją zostały wznowione po sukcesie scenariusza Batman: Początek z 2005 roku. David S. Goyer otrzymał wtedy propozycję pracy nad scenariuszem do adaptacji Flasha lub Zielonej Latarni. W 2004 roku poinformowano, że Goyer napisze scenariusz i wyreżyseruje The Flash. Został on również producentem filmu. Tytułowa rola została zaproponowana Ryanowi Reynoldsowi. W 2007 roku Goyer zrezygnował z projektu.
W lutym 2007 roku Shawn Levy został zatrudniony na stanowisku reżysera. Miał on również nadzorować prace nad scenariuszem, w którym planowano wykorzystać pracę Goyera. Levy jednak zrezygnował z projektu i został zastąpiony w październiku tego samego roku przez Davida Dobkina. W następnym miesiącu Craig Wright został zatrudniony do napisania scenariusza. Projekt opóźnił się wskutek strajku scenarzystów w Stanach Zjednoczonych. Charles Roven miał odpowiadać za produkcję, a Geoff Johns posłużyć jako konsultant i współscenarzysta. Johns wspólnie z Danem Mazeau przedstawił studiu nowy scenariusz. Podczas wywiadu w 2009 roku, Roven wyjawił, że studio nie jest pewne powstania filmu, jednak Mazeau zaprzeczył jego słowom i poinformował, że film ma powstać.
W czerwcu 2010 roku Greg Berlanti, Michael Green i Marc Guggenheim, scenarzyści Green Lantern z 2011 roku, zostali zatrudnieni do napisania nowego scenariusza. W październiku 2014 roku Warner Bros. poinformowało, że film będzie miał swoją amerykańską premierę 23 marca 2018 roku jako część franczyzy DC Extended Universe. W kwietniu 2015 roku ujawniono, że Phil Lord i Christopher Miller pracowali nad scenariuszem. W październiku poinformowano, że Seth Grahame-Smith prowadzi rozmowy dotyczące wyreżyserowania filmu oraz napisania scenariusza na podstawie szkiców Lorda i Millera. W kwietniu 2016 roku Grahame-Smith zrezygnował.
W czerwcu 2016 roku Rick Famuyiwa został zatrudniony na stanowisku reżysera, jednak listopadzie zrezygnował. W styczniu 2017 roku Joby Harold został zatrudniony do napisania scenariusza. W maju 2017 roku poinformowano, że studio rozważała na tym stanowisku Roberta Zemeckisa, Matthew Vaughna, Sama Raimiego i Marca Webba. W lipcu podczas San Diego Comic-Conu ujawniono, że zmieniono tytuł na Flashpoint. W styczniu 2018 roku John Francis Daley i Jonathan Goldstein prowadzą rozmowy ze studiem dotyczące wyreżyserowania filmu i napisania scenariusza. Studio zaproponowało również stanowisko reżysera Benowi Affleckowi. Daley i Goldstein zostali zatrudnieni przez studio w marcu 2018 roku. W kwietniu koncepcja tytułu Flashpoint została porzucona. Ezra Miller i Grant Morrison zajęli się pracą nad nowym scenariuszem, a Daley i Goldstein zrezygnowali w lipcu 2019 roku, a Andy Muschietti i Christina Hodson rozpoczęli negocjacje dotyczące stanowiska, odpowiednio, reżysera i scenarzysty. Barbara Muschietti i Michael Disco zostali producentami filmu.

### Casting
W październiku 2014 roku poinformowano, że Ezra Miller został obsadzony w tytułowej roli. Kiersey Clemons została obsadzona w roli Iris West w lipcu 2016 roku. Pod uwagę brane były również Rita Ora i Lucy Boynton. W sierpniu poinformowano, że Ray Fisher ma powtórzyć rolę Victora Stone’a / Cyborga. Billy Crudup dołączył do obsady jako Henry Allen we wrześniu tego samego roku. We wrześniu 2017 roku Deadline Hollywood poinformowało, że Gal Gadot powróci jako Diana Prince / Wonder Woman.
W czerwcu 2020 roku ujawniono, że Michael Keaton negocjuje rolę alternatywnej wersji Bruce’a Wayne’a / Batmana. Aktor wcześniej wystąpił w tej roli w filmach Batman (1989) i Powrót Batmana (1992), które nie są związane z DC Extended Universe. W sierpniu potwierdzono powrót aktora, jak i również, że Ben Affleck ponownie wcieli się w Bruce’a Wayne’a, którego zagrał we wcześniejszych filmach franczyzy. W październiku poinformowano, że Crudup renegocjuje umowę, a udział Clemons w filmie nie jest pewny.
W styczniu 2021 roku ujawniono, że postać Cyborga została usunięta ze scenariusza ze względu na konflikt Fishera ze studiem. W lutym poinformowano, że Sasha Calle zagra Supergirl. W marcu potwierdzono udział Clemons, a do obsady dołączyli Maribel Verdú jako Nora Allen, Ian Loh jako młodszy Barry Allen oraz Saoirse-Monica Jackson i Rudy Mancuso. Ujawniono również, że Crudup musiał zrezygnować z roli ze względu na zobowiązania związane z serialem The Morning Show i został on zastąpiony przez Rona Livingstona. Na początku września 2021 Luke Brandon Field ogłosił, że dołączył do obsady. W grudniu 2021 ujawniono, że Michael Shannon i Antje Traue powtórzą swoje role z filmu Człowiek ze stali jako, odpowiednio, generał Zod i Faora-Ul, a w lutym 2022 poinformowano, że w filmie pojawi się także Temuera Morrison. W grudniu 2022 „The Hollywood Reporter” poinformował, że Henry Cavill i Jason Momoa mieli wystąpić w gościnnie jako odpowiednio Superman i Aquaman, a Cavill nakręcił sceny ze swoim udziałem we wrześniu, jednak ostatecznie zostali oni usunięci z filmu. Muschietti ujawnił niektóre z planowanych występów gościnnych, które nie znalazły się w finalnej wersji filmu: Lynda Carter jako Wonder Woman z serialu telewizyjnego Wonder Woman (1975-1979), Marlon Brando jako Jor-El z filmu Superman (1978), Burgess Meredith jako Pingwin oraz Grant Gustin jako Barry Allen z uniwersum Arrowverse. Wraz z wydaniem finalnego zwiastuna filmu potwierdzono powrót Jeremy’ego Ironsa jako Alfreda.

### Zdjęcia
Zdjęcia do filmu rozpoczęły się 16 kwietnia 2021 roku w Leavesden Studios w Wielkiej Brytanii. W połowie czerwca kręcono sceny w londyńskiej katedrze św. Pawła. W tym samym miesiącu zdjęcia miały również odbyć się w Edynburgu i Glasgow, gdzie kręcone miały być sceny z Affleckiem i Keatonem. Pod koniec lipca kontynuowano prace na planie w Glasgow na Ingram Street, George Square, John Street i Cochrane Street. 29 lipca zdjęcia zostały wstrzymane po tym, jak operator kamery poruszając się motocyklem, na którym kręcił ujęcia Batmotoru na Renfield Street zderzył się z nim w pobliżu West George Street. Operator nie został poważnie ranny. 17 października 2021 reżyser Andy Muschietti poinformował, że prace na planie zostały zakończone. Za zdjęcia odpowiadał Henry Braham.

## Muzyka
Ścieżkę dźwiękową do filmu skomponował Benjamin Wallfisch. Współpracował on wcześniej z Muschiettim przy filmach To i To – Rozdział 2. Wallfisch napisał także wcześniej muzykę do innego filmu z uniwersum DC, Shazam! (2019).

## Wydanie
Światowa premiera filmu miała miejsce 12 czerwca 2023 w Los Angeles, natomiast dla szerszej publiczności w Stanach Zjednoczonych film zadebiutował 16 czerwca 2023 roku. Początkowo premiera filmu była zapowiedziana na 23 marca 2018 roku, jednak wskutek różnych koncepcji była ona kilkukrotnie przekładana. W grudniu 2019 roku wyznaczono ją na 1 lipca 2022 roku. W październiku 2020 roku data została przesunięta z 3 czerwca 2022 na 4 listopada, a w marcu 2022 na 23 czerwca 2023. Po pozytywnym odbiorze pokazów testowych, premierę przesunięto na 16 czerwca 2023.

## Odbiór

### Reakcje krytyków
Film spotkał się z umiarkowanie pozytywną reakcją krytyków. W serwisie Rotten Tomatoes 64% z 371 recenzji uznano za pozytywne, a średnia ocen wystawionych na ich podstawie wyniosła 6,3/10. W agregatorze Metacritic średnia ważona ocen z 53 recenzji wyniosła 56 punktów na 100 punktów. Według serwisu CinemaScore, zajmującego się mierzeniem atrakcyjności filmów w Stanach Zjednoczonych, publiczność przyznała mu ocenę „B” w skali od A+ do F, co razem z filmem Batman v Superman: Świt sprawiedliwości jest najgorszym wynikiem wśród filmów DCEU. W badaniu przeprowadzonym przez konkurencyjny PostTrak 77% widowni przyznała pozytywną ocenę, a 59% publiczności „zdecydowanie poleca” film.

## Przyszłość
W październiku 2022 David Leslie Johnson-McGoldrick ukończył scenariusz sequela, który miałby powstać, gdyby Flash odniósł sukces. Oczekiwano, że studio Warner Bros. nie będzie kontynuować współpracy z Millerem w przyszłych produkcjach, ze względu na kontrowersje i problemy prawne aktora, jednak niektórzy włodarze studia byli otwarci na negocjacje, ponieważ rozpoczął on leczenie. W styczniu 2023 szef DC Studios James Gunn potwierdził, że film zresetuje całe uniwersum i, wraz z filmem Aquaman i Zaginione Królestwo, doprowadzi do nadchodzącego filmu Superman z 2025 roku, będącego rozpoczęciem nowego uniwersum.